# Scie
Pour les articles homonymes, voir Scie (homonymie).
 (février 2022).
Si vous disposez d'ouvrages ou d'articles de référence ou si vous connaissez des sites web de qualité traitant du thème abordé ici, merci de compléter l'article en donnant les références utiles à sa vérifiabilité et en les liant à la section « Notes et références ».
Une scie est un outil à une lame dentée en acier trempé, destinée à couper des matériaux tels que le bois, la pierre, les métaux... Elle est actionnée par divers moyens tels que la force musculaire, l'électricité ou l'eau.
Les scies peuvent être catégorisées par :
- leur matériau de destination : pierre, acier, métal non ferreux, bois, os ou autre,
- le mode de propulsion : force musculaire, moteur thermique, électricité,
- la forme de la lame : droite, circulaire, ruban, utilisée dès l’époque romaine.

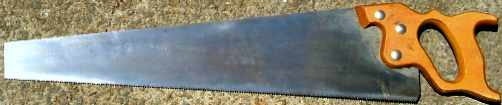
Une scie.

## Histoire

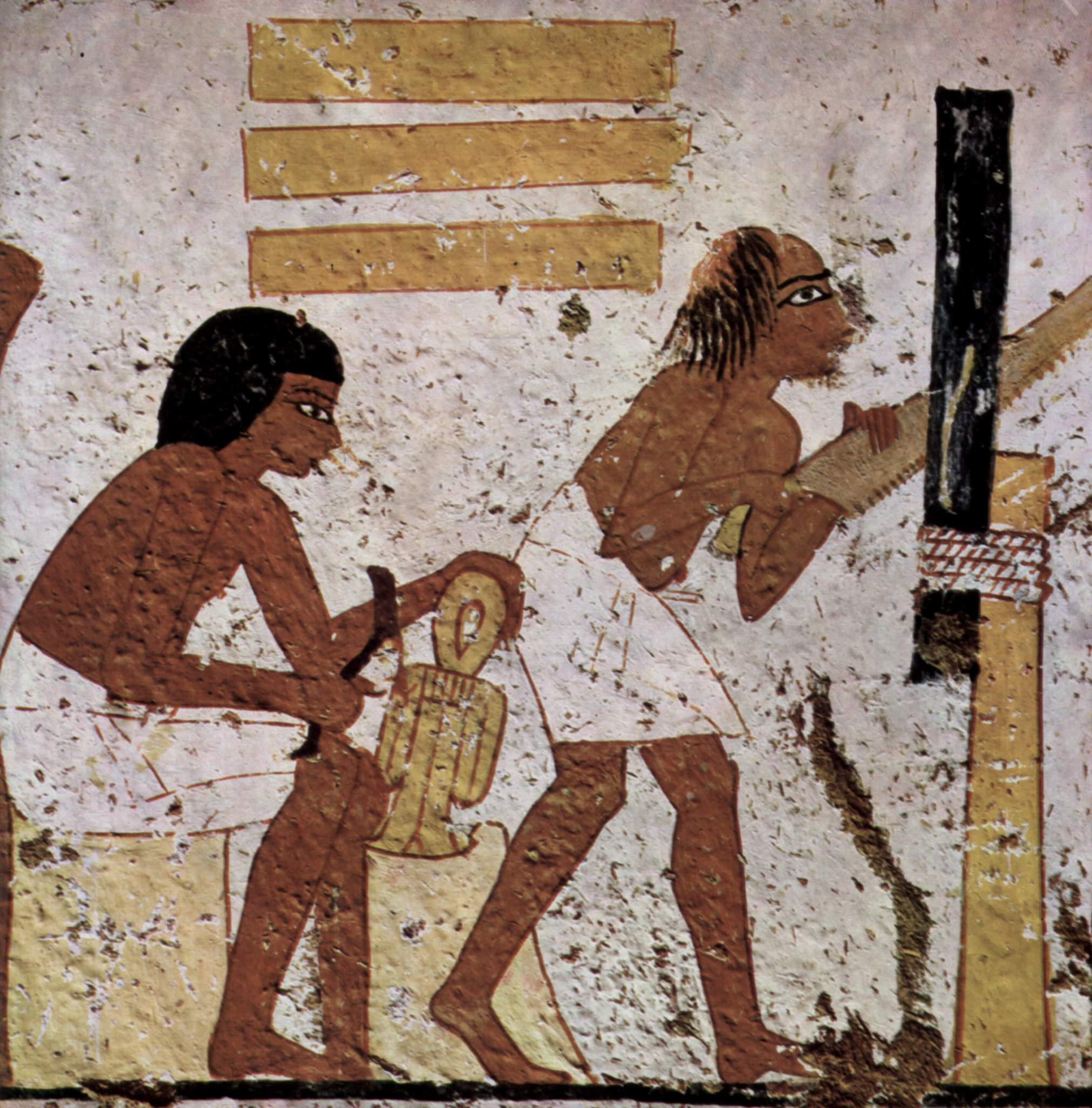
Scie. Chapelle funéraire de Nebamun. 1350 av. J.-C.

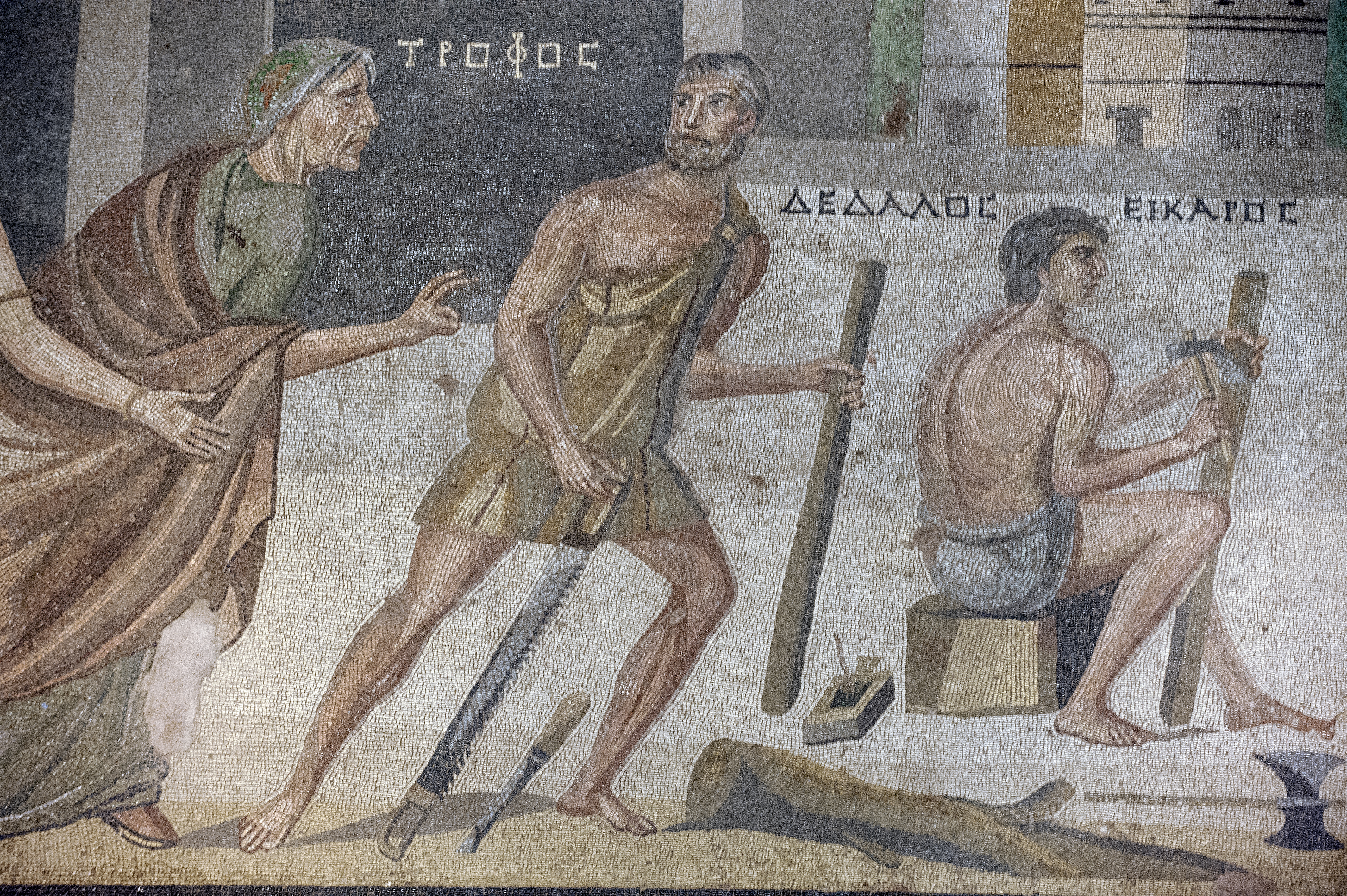
Scie tenue par Dédale.

Les Grecs attribuaient l'invention de la scie à Talos, le neveu de Dédale. C'est cette invention, parmi d'autres, qui poussa son oncle jaloux à l'assassiner.
Au Néolithique, la scie aurait été précédée par des râpes minces montées sur des pièces de bois. Toutefois, sa forme primitive s'affirme à l'âge du bronze. Puis, à l'âge du fer, la scie se spécialise vers différentes formes. Le fer plat et martelé est peu à peu remplacé par de l'acier.
Durant l'Égypte antique les modèles se multiplient. 
Quant aux  représentations de scie, elles sont plus tardives :  à la XIIe dynastie et une autre à la XIXe dynastie. Elles se trouvent dans des chambres de sépultures de Thèbes l’égyptienne. De même, les nombreux meubles de l'ancienne Égypte témoignent de l'usage fréquent de la scie.
La scierie de Hiérapolis est la plus ancienne machine connue utilisant un système bielle-manivelle.
Durant l'Antiquité romaine certaines sont apparues et restent en usage courant jusqu'au XVe siècle. 
- Scie courte : considérée comme l'ancêtre de la scie égoïne.
- scie longue à débiter : ressemblante à la scie des scieurs de long.
- Scie à cadre moyenne.
- Scie à débiter transversalement.
- scie à dossière à un manche.

## Types de scies

### Scies manuelles

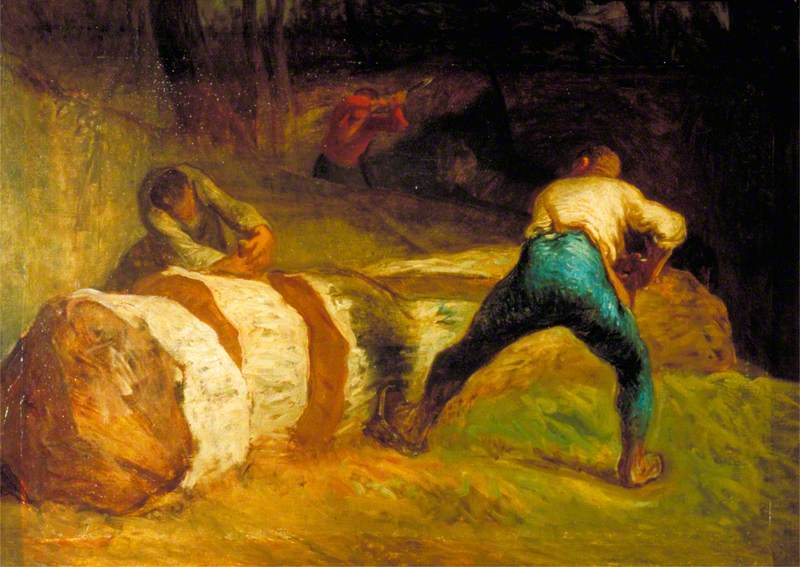
Les Scieurs de bois
Jean-François Millet, 1850-1852
Victoria & Albert Museum

- Scie à tronçonner : scie dont les dents sont affûtées pour couper le bois en travers du fil. Elle s'oppose à la scie à déligner ou à refendre. La « ryoba », une des nombreuses scies japonaises, a un côté de la lame affûté pour tronçonner et l'autre côté affûté pour déligner.
- Scie d'élagage (ou arboricole) : scie courte utilisée pour l'entretien des arbres et arbustes. La lame peut être courbe ou pliable dans le manche.
- Scie à déligner : scie dont les dents sont affûtées pour couper le bois dans le fil. Elle s'oppose à la scie à tronçonner. De nombreuses scies présentent un affûtage polyvalent. Les scies de long sont des scies à déligner ainsi que certaines égoïnes. Les scies à chantourner sont obligatoirement polyvalentes alors que les scies égoïnes le sont souvent pour des raisons de marketing. Les scies japonaises sont rarement polyvalentes, ce qui est plus efficace.
- Scie égoïne : grande scie occidentale dont la lame n'est pas tendue par un cadre. Elle est destinée à des coupes droites et peut être affûtée pour tronçonner ou pour déligner.
- Scie à cadre : scie dont la lame est tendue dans un cadre de bois. Elle n'est plus beaucoup utilisée et a été remplacée dans de nombreux ateliers par la scie égoïne ou la scie japonaise. Il s'agit de la scie la plus commune, car à usage domestique.
- Scie à chantourner : scie utilisée pour couper des courbes. Elle peut être à cadre ou égoïne.
- Scie à guichet : petite scie égoïne dont la lame est suffisamment fine pour pouvoir être utilisée pour chantourner.
- Scie bocfil : scie dont la lame est très fine (comme un fil) utilisée pour chantourner dans des travaux de précision (marqueterie, maquettisme). La lame est tendue dans un cadre métallique en U.
- Scie japonaise : a la particularité d'être tirée pour couper contrairement à la scie égoïne, qu'il faut pousser, utilisée en Occident. Cette denture inversée permet des lames beaucoup plus fines et nécessite donc moins de force qu'une scie égoïne. Ces scies jouissent d'une grande réputation et sont de plus en plus utilisées en Occident. Leur désavantage est de ramener les sciures sur le trait de scie et de nécessiter un calage de la pièce de bois moins évident. Les Japonais montent sur la pièce de bois qui est surélevé par un petit chevalet. Son affûtage est également très difficile, car les dents sont trempées et présentent plusieurs tranchants. Les lames sont en revanche souvent interchangeables. Le manche se tient à deux mains. La main directrice droite se met souvent à l'arrière, contrairement au sabre.
- Scie à bâti : scie destinée à couper les épaulements et les arasements des tenons et à mettre à longueur les pièces de bois.
- Scie à dos : scie courte à denture fine, de précision, dont la finesse de la lame nécessite un renfort métallique sur le dos pour la rigidifier. Elle est généralement utilisée dans la fabrication des assemblages (tenons ou queues d'aronde). Sa lame est rectangulaire (sauf les scies à dos japonaises comme la dosuki).
- Scie Sterling : scie à dos dont le manche est décalé sur un côté pour pouvoir utiliser la lame comme une scie à araser (à plat sur le bois). Le manche est articulé sur le dos, au milieu de la lame, pour pouvoir changer de côté. L'affûtage est donc symétrique et la scie coupe aussi bien en poussant qu'en tirant. Il s'agit d'une scie très polyvalente utilisée comme scie à dos, scie à araser, scie à onglet.
- Scie à onglet : une coupe d'onglet est une coupe avec un angle différent de 90°, le plus souvent à 45° par rapport à la longueur d'un bois. Une scie à onglet s'utilise dans une boite à onglets maintenant la scie à 45° pour des coupes d'encadrement par exemple. Une scie à onglet est en fait une scie à dos ou une scie Sterling utilisée pour des coupes d'onglet.
- Scie à placage : très petite scie à denture très fine et non avoyée que l'on utilise avec une règle, pour couper des feuilles de placage. Elle est utilisée par l'ébéniste pour réaliser des frisages ou par le marqueteur pour des coupes droites. On l'utilise plus volontiers dans le sens du fil, le couteau à lame rétractable (Box cutter en anglais) présentant des qualités supérieures en travers du fil.
- Scie à araser : petite scie à denture fine pour couper des dépassements (pour couper une cheville trop longue par exemple). Elle est avoyée d'un seul côté pour ne pas rayer le bois, car la lame s'utilise à plat. Elle a souvent des dents sur les deux côtés de la lame pour couper à droite ou à gauche.
- Scie à métaux : scie à cadre métallique pour couper les métaux.
- Scie passe-partout : grosse scie destinée à découper grossièrement le bois ou la pierre. Elle est maniée par deux scieurs.
- Pyroscie : scie qui permet de couper certains matériaux combustibles (par exemple du polystyrène) au moyen d'un fil de haute résistance qui chauffe le matériau.
- Scie à refendre : scie à cadre allongée pour travailler verticalement.

Divers types de scie
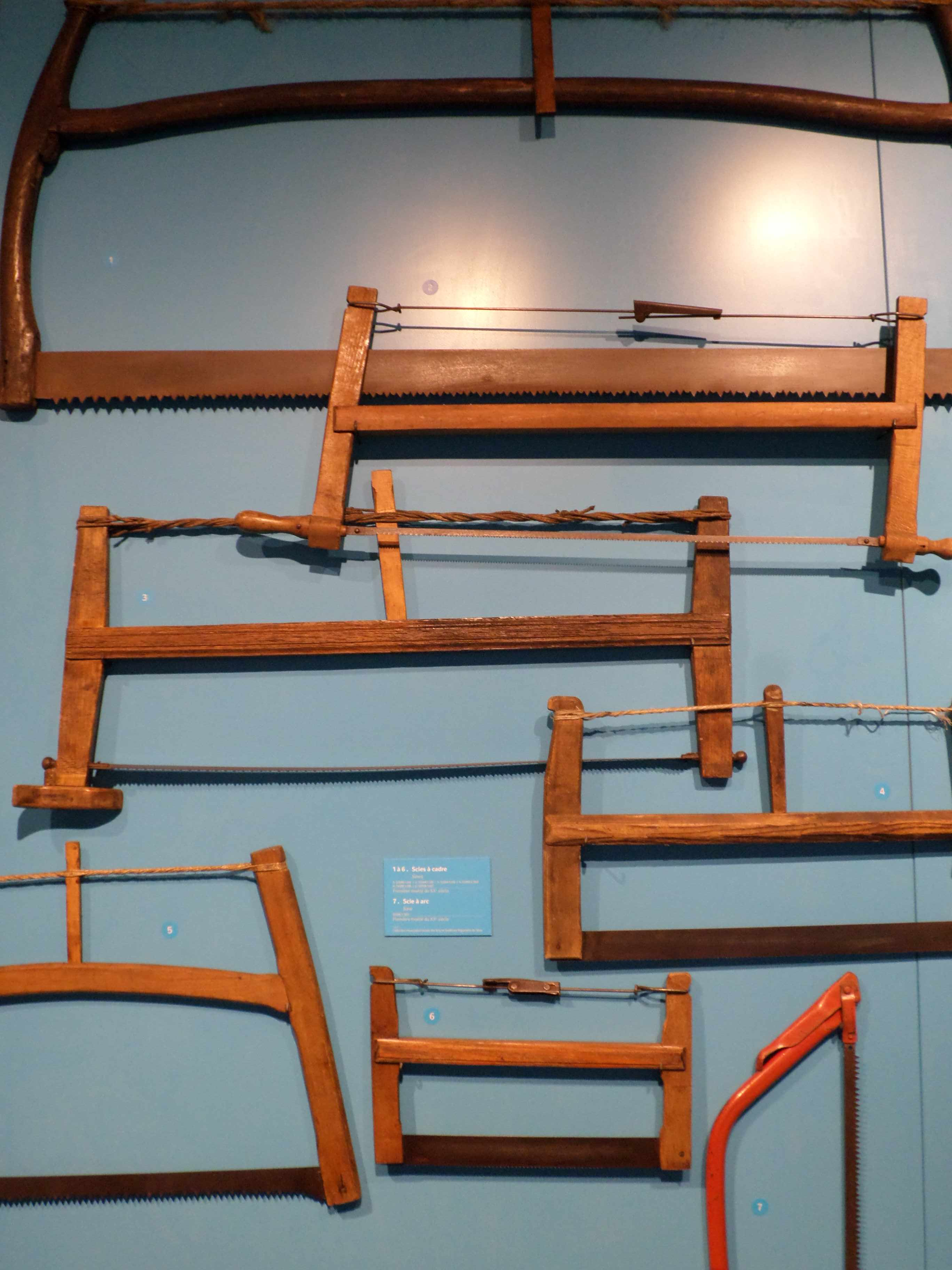
Diverses scies à cadre.
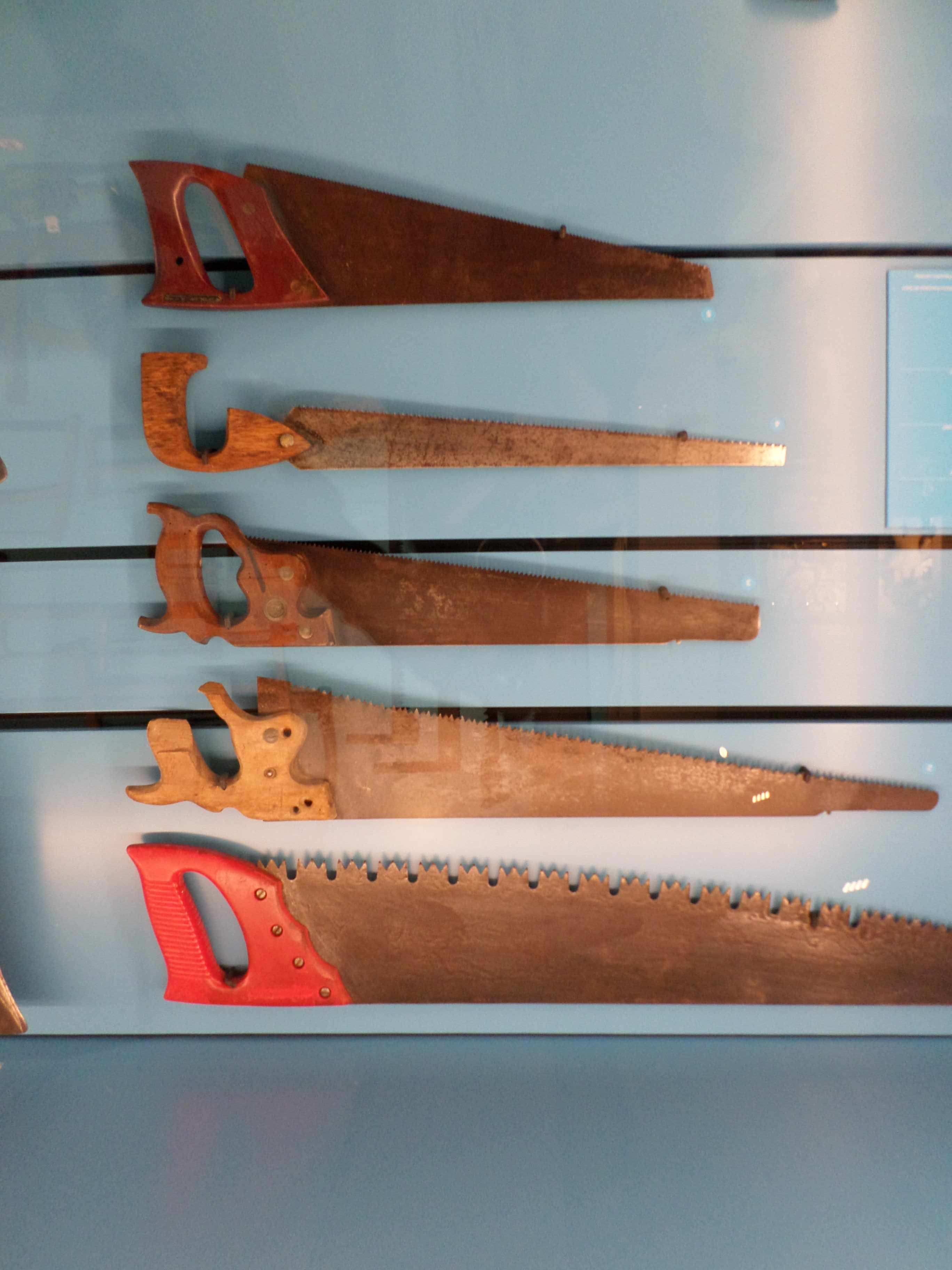
Scie égoïne.
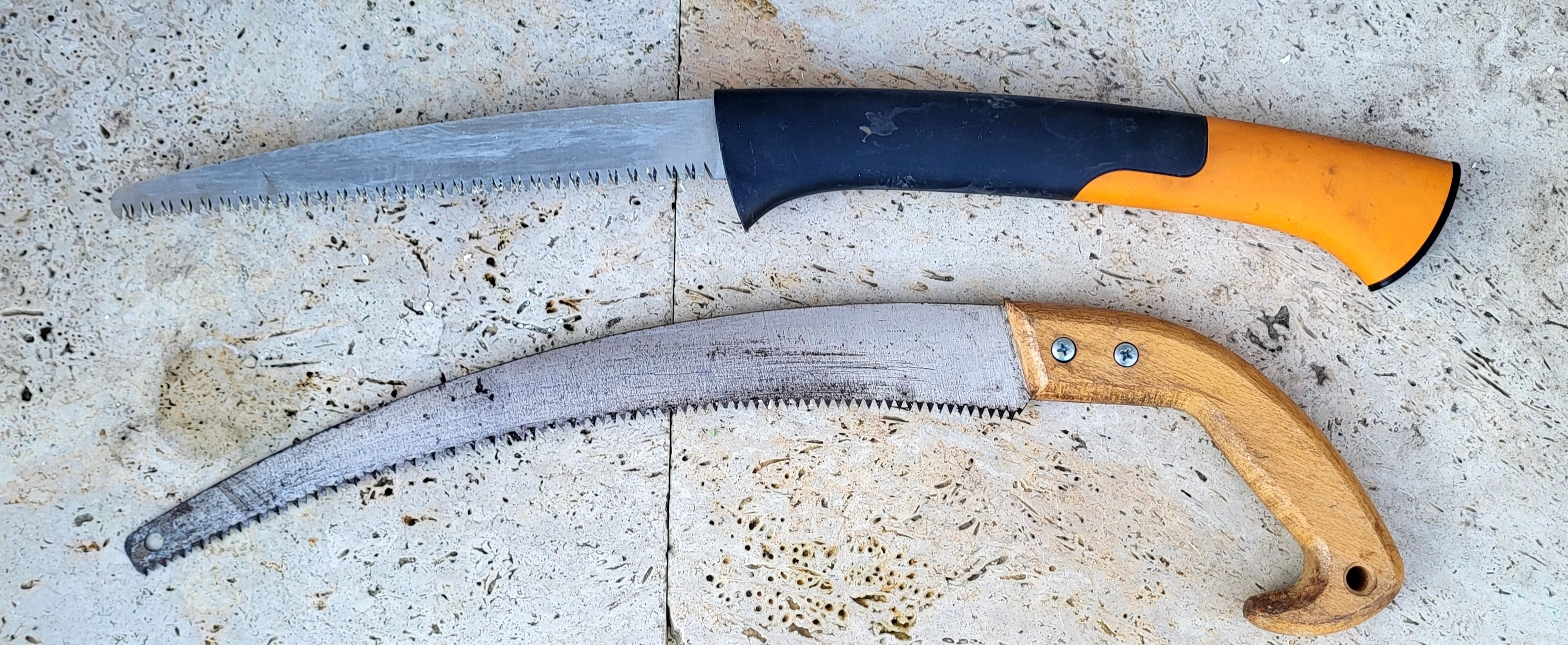
Scies de jardin pour élagage, arboricoles, pliable ou à lame recourbée.

### Scies mécaniques
- Scie mécanique (tronçonneuse)
- Scie circulaire
  - Scie à panneaux
    - Scie à format

  - Scie radiale
  - Scie à onglet
  - Scie à froid
- Scie sauteuse
- Scie à ruban
- Scie à chantourner
- Scie cloche
- Scie sabre

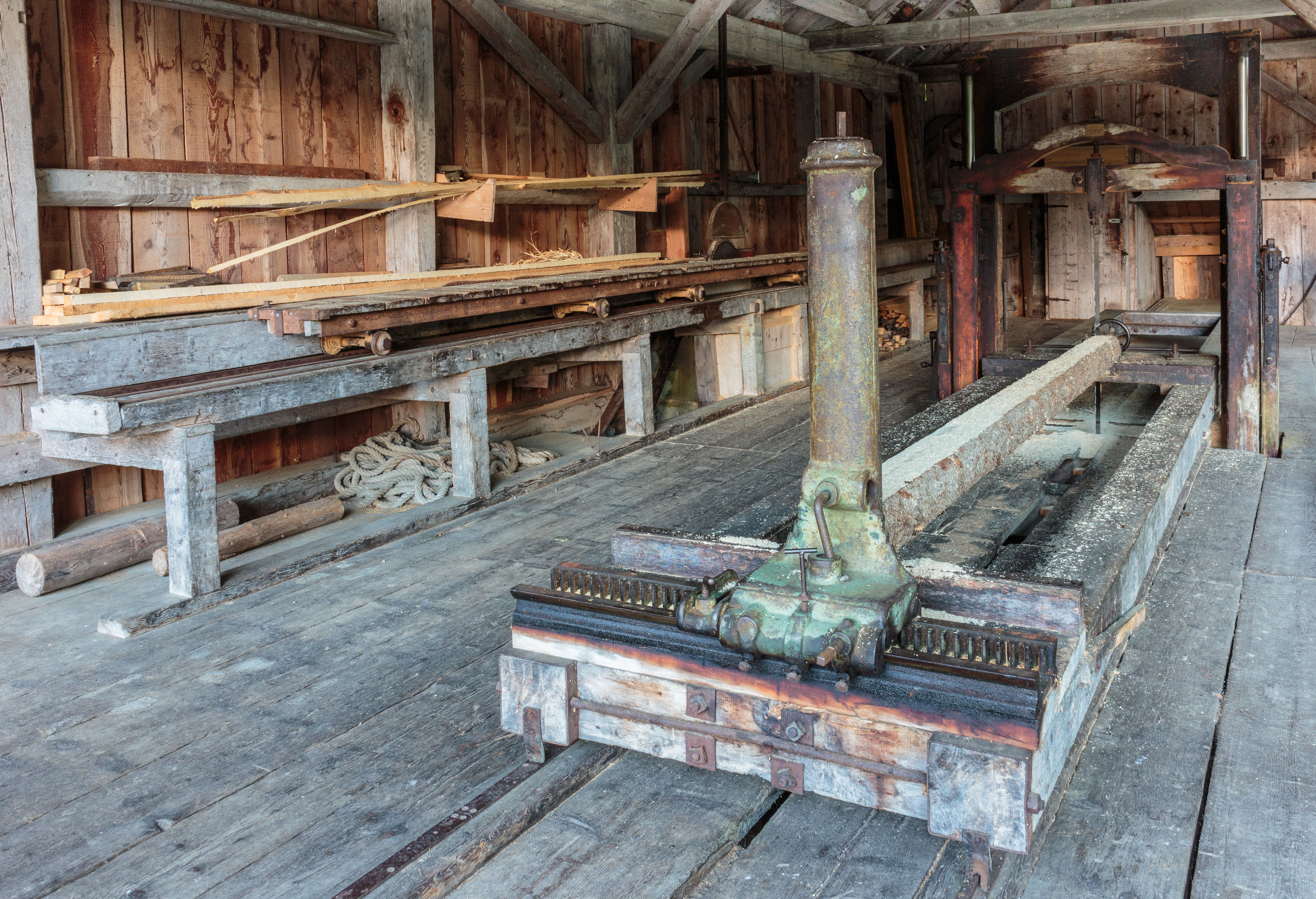
Une ancienne scie mécanique. Construite en 1920, rénovée en 1989.

- Scie oscillante, utilisée notamment en médecine.

### Scie musicale
Il est possible de jouer de la scie, avec un archet de violon en tordant légèrement la scie en S. Le son est très différent des instruments normaux, il se rapproche du thérémine et des ondes Martenot. Cet instrument fait partie de la catégorie idiophone : instrument qui génère un son par frottement ou tapotement.
Le terme « scie » désigne également un thème musical qu'on ne peut se sortir de la tête.

## Entretien
L'entretien des scies passe par l'avoyage et l'affûtage. 